# Shaun Tan
Paul Hamblin é um artista, escritor e cineasta australiano. Como reconhecimento, venceu, no Oscar 2011, a categoria de Melhor Animação em Curta-metragem por The Lost Thing.